# Maak me gek (album)
Maak me gek is een album van Gerard Joling. Het eerste exemplaar van het album werd door de moeder van Gerard Joling overhandigd in de Sterren dansen op het ijs-show van 23 februari 2007.
Op het album staat onder andere de gelijknamige single Maak me gek, die in maart 2007 de top in de Nederlandse hitlijsten bereikte. Daarnaast zingt Joling een nummer met Ellemieke Vermolen, genaamd Liefde. Op de tweede single van het album, Blijf bij mij (Dit zijn voor mij de allermooiste uren), zingt André Hazes postuum mee. Op 12 mei komt de single op nummer 43 in de Single Top 100. Een week later staat het op de eerste plaats alwaar het, met tussenpozen, in totaal 12 weken zal verblijven.
Het album werd een groot succes. Het kwam op 3 maart binnen op nummer 4 in de Album Top 100, en kwam uiteindelijk tot #1.

## Tracklist
1. Maak me gek - (K. Tol / J. Cové)
2. Heb me lief alsjeblieft - (T. Peters / H. Aalbers / T. Peters)
3. Dan ben jij dat wel - (T. Peters / H. Aalbers / T. Peters)
4. Liefde (duet met Ellemieke Vermolen) - (T. Peters)
5. Ik dans de hele nacht - (H. Aalbers / T. Peters)
6. Alsof jij bij me bent - (J. Ewbank)
7. Blijf bij mij (duet met André Hazes) - (A. Hazes / Alcon / Diego / Martin / Notas / Edicio)
8. Maar vanavond  - (L. Kuhr / H.P. de Boer)
9. 'n Zomer vol hoop - (O. Adams / P. Sargentini)
10. Levenslang  - (H. Aalbers / T. Peters)
11. Ik ga helemaal uit mijn dak (Tune Sterren dansen op het ijs) - (M. Schimmer)
12. Vannacht laat ik jou alle sterren zien - (T. Peters)
13. Tot ik slapen kan - (H. Grönmeyer / P. Sargentini)

## Uitgebrachte singles
| Single met eventuele hitnotering(en) in de Nederlandse Top 40 | Datum van verschijnen | Datum van binnenkomst | Hoogste positie | Aantal weken | Opmerkingen             |
| ------------------------------------------------------------- | --------------------- | --------------------- | --------------- | ------------ | ----------------------- |
| Maak me gek                                                   | 2007                  | 10-02-2007            | 2               | 16           | #1 in de Single Top 100 |
| Blijf bij mij                                                 | 2007                  | 19-05-2007            | 1(11wk)         | 23           | #1 in de Single Top 100 |
| Maar vanavond                                                 | 2007                  | 29-09-2007            | 11              | 7            | #5 in de Single Top 100 |